# Processo di Minsk
Il processo di Minsk è stato un processo per crimini di guerra tenuto davanti a un tribunale militare sovietico nel 1946 a Minsk. Gli imputati includevano militari tedeschi, polizia e funzionari delle SS che erano responsabili dell'attuazione delle politiche di occupazione in Bielorussia durante la seconda guerra mondiale, tra il 1941 e il 1945.

## Processo
Il tribunale ha esaminato il caso contro 18 militari tedeschi, SS e altri ufficiali accusati di crimini commessi durante l'occupazione della Bielorussia, nel corso della guerra sovietico-tedesca del 1941-1945. Gli imputati includevano 11 membri della Wehrmacht, inclusi due generali; quattro membri della polizia (Ordnungspolizei), compreso un generale di polizia; e tre membri delle Waffen-SS e SD.
Il processo iniziò nel dicembre 1945 e si concluse nel gennaio 1946, con la sentenza pronunciata il 29 gennaio. Tutti i 18 imputati sono stati condannati; 14 sono stati condannati a morte. Furono impiccati in pubblico, con oltre 100.000 spettatori civili, nella sede delle corse di cavalli di Minsk (ora Piazza della Vittoria, Minsk con un lampione commemorativo), il 30 gennaio 1946.

## Imputati
| Nome                                 | Grado                                                | Funzione | Sentenza       |
| ------------------------------------ | ---------------------------------------------------- | --- | -------------- |
| Johann-Georg Richert                 | Generale dell'Esercito                               | Comandante de 286ª Divisione Sicurezza                                                                         | Pena di morte  |
| Eberhard Herf                        | Generale di polizia e comandante di brigata delle SS | Comandante dell'Ordnungspolizei a Minsk dal 1941 Diresse lo sterminio di massa degli ebrei nel ghetto di Minsk | Pena di morte  |
| Gottfried Heinrich von Erdmannsdorff | Generale dell'Esercito                               | Comandante militare di Mahilëŭ                                                                                 | Pena di morte  |
| Georg Robert Weißig                  | Tenente Colonnello di polizia                        | Comandante del 26º Reggimento di Polizia                                                                       | Pena di morte  |
| Ernst August Falk                    | Capitano di polizia                                  | Comandante di battaglione nel 26º Reggimento di Polizia                                                        | Pena di morte  |
| Reinhard Georg Moll                  | Maggiore dell'esercito                               | Comandante di Babrujsk e Pariči                                                                                | Pena di morte  |
| Carl Max Langguth                    | Capitano dell'esercito                               | Vice comandante del campo di prigionia di Babrujsk                                                             | Pena di morte  |
| Hans Hermann Koch                    | SS-Obersturmführer e commissario della Gestapo       | Capo del Sipo a Orel Orscha, Borissow e Slonim                                                                 | Pena di morte  |
| Rolf Oskar Burchard                  |                                                      | Sonderführer Comandante di Babrujsk                                                                            | Pena di morte  |
| August Josef Bittner                 | Tenente                                              | Sonderführer e capo del comando agricolo di Babrujsk                                                           | Pena di morte  |
| Bruno Max Götze                      | Capitano dell'esercito                               | Comandante di Babrujsk                                                                                         | Lavori forzati |
| Paul Karl Eick                       | Capitano dell'esercito                               | Vice comandante a Orša                                                                                         | Pena di morte  |
| Bruno Franz Wittmann                 | Sergente                                             | Gendarmeria di Minsk                                                                                           | Pena di morte  |
| Franz Hess                           | SS-Unterscharführer                                  | 32° Sonderkommando SD a Minsk                                                                                  | Pena di morte  |
| Heinz Johann Fischer                 | Caporale                                             | Divisione SS "Totenkopf"                                                                                       | Pena di morte  |
| Hans Josef Höchtl                    | Caporale                                             | 718º reggimento sul campo di addestramento                                                                     | Lavori forzati |
| Alois Kilian Hetterich               | Caporale                                             | 595º reggimento di fanteria                                                                                    | Lavori forzati |
| Albert Johann Rodenbusch             | Soldato                                              | 635º Reggimento addestramento                                                                                  | Lavori forzati |

Nel 1975, in un successivo interrogatorio da parte della polizia di Würzburg, Alois Hetterich dichiarò che la sua confessione gli era stata estorta attraverso la violenza e la coercizione nella cosiddetta "grotta delle stalattiti".

## Conseguenze
I processi per i crimini di guerra nell'Unione Sovietica sono stati valutati in modo complessivamente negativo: si sarebbe trattato di processi farsa, non di vera ricerca della verità, ma di astrazione collettiva, di obiettivi politici e di sfruttamento propagandistico. Nel dopoguerra, la leadership sovietica ha compiuto enormi sforzi per rendere più attendibili gli organi giudiziari, ottenendo notevoli successi rispetto agli standard sovietici precedenti.
Secondo Andreas Hilger, è particolarmente drammatico che l'Unione Sovietica, i cui cittadini erano stati l'obiettivo prioritario della politica tedesca di sterminio, si sia dimostrata incapace di fornire un valido contributo all'amministrazione della giustizia di questo periodo.
Manfred Messerschmidt fa notare che il processo sovietico offriva agli imputati migliori possibilità procedurali rispetto ai prigionieri sovietici di fronte ai rispettivi tribunali militari tedeschi, sempre che questi ultimi avessero avuto diritto a un processo. Lo storico Manfred Zeidler riporta delle contraddizioni nella raccolta dei dati in merito alle testimonianze successive negli altri processi e ai risultati delle indagini dell'Ufficio Centrale di Ludwigsburger, sostenendo che il processo lascia in sospeso troppe questioni.